# Lothar Lindner
Lothar Lindner (* 13. Januar 1928 in Chemnitz) ist ein deutscher Gewerkschafter. Er war Vorsitzender des Zentralvorstandes der Industriegewerkschaft Bau-Holz im FDGB und Präsident der Internationalen Vereinigung der Gewerkschaften der Werktätigen der Bau-, Holz- und Baustoffindustrie im Weltgewerkschaftsbund (WGB).

## Leben
Lindner, Sohn eines Maurers und einer Kettlerin, besuchte die Volksschule und war von 1942 bis 1944 Maurerlehrling. 1944/1945 war er Luftwaffenhelfer und zum Reichsarbeitsdienst eingezogen. 1945/1946 beendete er seine Lehre und arbeitete anschließend als Maurer in Baugeschäften in Limbach und Chemnitz. 
Mit der Neugründung der Gewerkschaften wurde Lindner im Juni 1945 Mitglied des Verbandes für das Baugewerbe und des FDGB. Noch im gleichen Jahr wählten ihn die Kollegen seines Lehrbetriebes in den Betriebsrat und als Jugendsprecher in den Ortsvorstand des Bauarbeiterverbandes. 1947 trat er der SED bei. Er fungierte ab Januar 1947 als Jugendsekretär im Landesvorstand Sachsen der IG Bau-Holz, war dann 1947/1948 als Hauptabteilungsleiter für Jugend/Schulung und Instrukteur im Bundesvorstand des FDGB und schließlich 1948/1949 als Sekretär für Schulung im Zentralvorstand der IG Bau-Holz tätig. 1949 besuchte er einen Lehrgang an der FDGB-Bundesschule in Bernau bei Berlin. Von Januar 1950 bis 1951 war Lindner Vorsitzender des Landesvorstandes Sachsen-Anhalt der IG Bau-Holz, ab Januar 1951 stellvertretender Vorsitzender und Mitglied des Sekretariats des Zentralvorstandes der IG Bau-Holz. Im Oktober 1953 wurde er wegen „falscher Einschätzung des 17. Juni“ und wegen „Unterstützung des Forderungsprogramms der IG Bau-Holz“ vom Juli 1953 von seiner Funktion als stellvertretender Vorsitzender abgelöst und von der Partei „verwarnt“ (Parteistrafe). 
1954/1955 wurde Lindner zu einem Einjahreslehrgang an die Parteihochschule „Karl Marx“ delegiert. Von 1956 bis 1963 absolvierte er ein Fernstudium an der Parteihochschule mit Abschluss als Diplom-Gesellschaftswissenschaftler. Anschließend arbeitete er als stellvertretender Abteilungsleiter (1955–1957) bzw. als Abteilungsleiter Organisation/Kader (1957/58) im Bundesvorstand des FDGB. Von 1958 bis Februar 1990 war Lindner Vorsitzender des Zentralvorstandes der IG Bau-Holz. 
Von 1956 bis Dezember 1989 war er zudem Mitglied des Bundesvorstandes des FDGB, von 1961 bis 1963 auch Mitglied seines Sekretariats, von 1959 bis 1963 und erneut von 1968 bis November 1989 auch Mitglied seines Präsidiums.
Von 1960 bis Oktober 1990 wirkte Lindner als Präsident der Internationalen Vereinigung der Gewerkschaften der Werktätigen der Bau-, Holz- und Baustoffindustrie im WGB. Von 1961 bis 1990 gehörte er als Mitglied auch dem Generalrat des WGB an. In seiner Eigenschaft als Präsident der Internationalen Vereinigung nahm Lothar Lindner an sieben Tagungen der Ausschüsse für Hoch- und Tiefbau und öffentliche Arbeiten sowie Forst- und Holzindustrie der Internationalen Arbeitsorganisation in Genf teil.
Seit 1976 war Lindner Kandidat, von 1981 bis 1989 Mitglied des ZK der SED.

## Auszeichnungen
- Vaterländischer Verdienstorden in Bronze (1964), in Silber (1978) und in Gold (1988)
- Ehrentitel Held der Arbeit (1974)
- Ehrentitel Verdienter Bauarbeiter der Deutschen Demokratischen Republik (1979)
- Fritz-Heckert-Medaille in Gold (1985)

## Schriften (Auswahl)
- Die Aufgaben der Industriegewerkschaft Bau-Holz bei der Organisierung und Führung des sozialistischen Wettbewerbes zu Ehren des 15. Jahrestages der DDR und zur Verwirklichung des Grundsatzes „Neue Technik – neue Normen“ sowie die Anwendung ökonomisch zweckmäßiger Lohnformen im Jahre 1964. IG Bau-Holz, Berlin 1964.
- Die Aufgaben der Industriegewerkschaft Bau-Holz bei der Organisierung und Führung des sozialistischen Wettbewerbes und der weiteren Durchsetzung des sozialistischen Leistungsprinzips zur Erfüllung des Volkswirtschaftsplanes 1965 in Verbindung mit den Gewerkschaftswahlen. Zentralvorstand der IG Bau-Holz, Berlin 1965.
- Die Aufgaben der Industriegewerkschaft Bau-Holz in Auswertung der Funktionärskonferenz des Bundesvorstandes des FDGB und der 7. Baukonferenz zur Erhöhung des Niveaus der politisch-ideologischen Arbeit und Führung des sozialistischen Wettbewerbes zum X. Parteitag der SED. Zentralvorstand der IG Bau-Holz, Berlin 1980.
- Der 17. Juni und die IG Bau-Holz. Berlin 1992 (Maschinenschrift).
- (zusammen mit Hermann Hunger, Red.): Die Industriegewerkschaft Bau in der sowjetischen Besatzungszone 1945 bis 1949, die Industriegewerkschaft Bau-Holz in der Deutschen Demokratischen Republik 1950 bis 1990. (= Im Rückblick, Band I). Bundesvorstand der Industriegewerkschaft Bauen-Agrar-Umwelt, Frankfurt am Main 1997.
- (zusammen mit Hermann Hunger, Red.): Die Industriegewerkschaft Bau in Groß-Berlin von 1945 bis 1950. (= Im Rückblick, Band II). Bundesvorstand der Industriegewerkschaft Bauen-Agrar-Umwelt, Frankfurt am Main 1997.
- (zusammen mit Hermann Hunger, Red.): Die Industriegewerkschaft Bau-Holz, Mitglied der Internationalen Vereinigung der Gewerkschaften der Beschäftigten der Bau-, Holz- und Baumaterialienindustrie im Weltgewerkschaftsbund von 1949 bis 1990. (= Im Rückblick, Band III). Bundesvorstand der Industriegewerkschaft Bauen-Agrar-Umwelt, Frankfurt am Main 1997.
- (zusammen mit Hermann Hunger, Red.): Die Interzonenkonferenzen der Baugewerkschaften und der Landarbeitergewerkschaften Deutschlands von 1947 bis 1948. (= Im Rückblick, Band IV). Bundesvorstand der Industriegewerkschaft Bauen-Agrar-Umwelt, Frankfurt am Main 1998.
- (zusammen mit Hermann Hunger, Red.): Die Industriegewerkschaft Land- und Forstwirtschaft in der sowjetischen Besatzungszone 1945 bis 1949, die Gewerkschaft Land und Forst – ab 1968 Gewerkschaft Land, Nahrungsgüter und Forst – in der Deutschen Demokratischen Republik bis 1990. (= Im Rückblick, Band V). Bundesvorstand der Industriegewerkschaft Bauen-Agrar-Umwelt, Frankfurt am Main 2000.